# 石山アンジュ
石山 アンジュ（いしやま あんじゅ、1989年4月20日 - ）は、日本の社会起業家。一般社団法人Public Meets Innovation代表 / デジタル庁シェアリングエコノミー伝道師 /  一般社団法人シェアリングエコノミー協会代表理事。日本のシェアリングエコノミーの第一人者。

## 来歴・人物
神奈川県横浜市出身。母はファッションプロデューサーとして世界を飛び回るキャリアウーマン。父は旅行作家。父がサンバチームの代表で、2歳の頃から浅草サンバカーニバルに出場。南米を旅し、世界から家に友人が泊まりにくる家庭。「地球人として生まれたんだよ」や「地球の子どもなんだよ」と言われて育った。小学6年の時に両親が離婚した。
国際基督教大学（ICU）入学後、平和研究を専攻。在学中に滝川クリステルがキャスターを務める「グローバルディベートWISDOM」インターン、日本テレビイベントコンパニオンを経験。2010年ミス・ユニバース・セミファイナリスト、2012年ミス・ユニバース横浜ファイナリストとなる。
大学卒業後、株式会社リクルート入社。ホールディングス化に伴い株式会社リクルートキャリアに転籍。その後株式会社クラウドワークス経営企画室経て独立。 2016年一般社団法人シェアリングエコノミー協会の立ち上げに関わり、シェアリングエコノミー協会の代表理事を務める。

## 経歴・履歴
2017年内閣官房シェアリングエコノミー伝道師（デジタル庁シェアリングエコノミー伝道師）に任命。シェアリングエコノミーを通じた新しいライフスタイルを提案する活動を行うほか、政府と民間の間で規制緩和や政策推進にも従事。政府の委員なども多数務める。2018年にはミレニアル世代のシンクタンク一般社団法人PublicMeetsInnovationを創設、代表理事に就任。
2019年『シェアライフ-新しい社会の新しい生き方-』、を出版。2020年に子宮筋腫の摘出手術を実施したことを報告。2023年新著となる『多拠点ライフ-分散する生き方-』を出版。2024年、2020年に結婚した事実婚の解消を報告。9月26日放送の長寿トーク番組「徹子の部屋」（テレビ朝日系）に出演。
Forbes JAPAN「日本のルールメイカー30人」に選出。世界経済フォーラムGlobal Future Council on Japan メンバー。株式会社U-NEXT HOLDINGS社外取締役、東証一部では最年少女性（2021年12月時点）。ジオフラ株式会社 社外取締役、株式会社ぴんぴんきらり顧問も務める。
テレビ朝日「羽鳥慎一モーニングショー」レギュラー出演、「真相報道 バンキシャ！」コメンテーターなどの番組に多数出演。特技は大人数料理を作ること。新しい家族の形「拡張家族」を広げるなど、シェアリングエコノミーに関して幅広く活動。

## 公職
- 厚生労働省 「シェアリングエコノミーが雇用・労働に与える影響に関する研究会」委員
- 厚生労働省 「仲介事業業界として守るべきルール検討会」委員
- 経済産業省 「シェアリングエコノミーにおける経済活動の統計調査研究会」委員
- 総務省 「情報通信審議会 郵政政策部会 郵便局活性化委員会」委員
- 国土交通省 「新しい時代のインフラ・交通政策を考える懇談会」委員
- 国土交通省 「関係人口・ライフスタイルに関する懇談会」委員
- スポーツ庁 「スポーツスキルとスポーツ施設のシェアリングエコノミー導入促進事業検討会」委員
- 経済産業省「「Connected Industries 推進のための協調領域データ共有・AI システム開発促進事業／Society 5.0 の実現に向けたアーキテクチャに関する検討事業 /モビリティサービス分野アーキテクチャ検討委員会」委員
- 総務省 地域情報化アドバイザー 幹事
- 内閣官房 内閣官房シェアリングエコノミー伝道師
- 福岡市 「福岡市スマートイースト研究会」 委員
- 神戸市「神戸市スマートシティ推進会議」委員
- 内閣官房まち・ひと・ しごと創生本部「地方創生有識者懇談会」委員
- 東京都「こども未来会議」委員
- 経済産業省「産業構造審議会 産業技術環境分科会 資源循環経済小委員会」委員
- 国土交通省「移住・二地域居住等促進専門委員会」委員
- 環境省「中央環境審議会 循環型社会部会」委員
- 経済産業省「GXリーグにおけるサプライチェーンでの取組のあり方に関する研究会」委員

## 出演

### テレビ

#### 出演中
- 羽鳥慎一モーニングショー（テレビ朝日、2020年11月18日、2021年1月12日・3月9日、2021年4月～木曜日コメンテーター）
- 真相報道 バンキシャ!（日本テレビ、2021年4月11日・5月16日・8月15日・10月17日・11月14日、2022年〜定期出演）
- ビートたけしのTVタックル（テレビ朝日、2022年3月27日〜定期出演）
- 報道ランナー（関西テレビ、2021年11月9日、2022年〜定期出演）
- アサデス。（九州朝日放送、2021年11月23日、2022年〜定期出演）
- ドデスカ!（名古屋テレビ、2023年1月〜定期出演）
- サタデーウオッチ9（NHK、2023年6月3日〜定期出演）
- newsおかえり（朝日放送テレビ、2024年7月〜定期出演）
- シューイチ（日本テレビ、2025年4月〜定期出演）

#### 単発・ゲスト・終了分
- 首都圏ネットワークシェアが映すニッポン 消費も変える!? “シェアガール”（NHK、2017年5月29日）
- NHKスペシャル 空から見る　昭和 平成 そして未来（NHK、2019年1月1日）
- モンスターサミット ～次世代論客発掘バラエティー～（日本テレビ、2019年8月3日）
- 梅沢富美男のズバッと聞きます!【昭和vs平成世代大激論】（フジテレビ、2019年8月28日、9月18日）
- 大下容子ワイド!スクランブル＜The Life 相談所＞（テレビ朝日、2020年2月12日、19日）
- ～マイ・ウェイ・バラエティ～この生き方、天才かも？（共同テレビジョン、2020年3月28日）
- 視点・論点（NHK、2021年2月22日）
- 情報ライブ ミヤネ屋「年末SP!ニッポンの大丈夫?を橋下徹&杉村太蔵と総点検!」（読売テレビ、2021年12月27日）
- じもっと!OITA「年末スペシャル ～未来へ～」（大分朝日放送、2021年12月27日）
- 日経ニュース プラス9（BSテレ東、2022年1月5日）
- 福岡NEWSファイル CUBE（テレビ西日本、2022年6月18日）
- クローズアップ現代「家でも学校でもない第3の居場所　ヒントは昭和の長屋文化!?」（NHK、2023年5月9日）
- ピタニューSP G7広島サミット開幕（広島ホームテレビ、2023年5月19日）
- NHKスペシャル「アフターコロナ 人に会うのがツラい 〜科学で解明!心の異変〜」（NHK、2023年6月4日）
- 朝まで生テレビ!「激論!令和5年“夏”終戦記念日と今の私」（テレビ朝日、2023年8月18日）
- プレバト!! （TBS、2024年4月4日）
- 徹子の部屋「『地球人として』ユニークな家庭で育ち」（テレビ朝日、2024年9月26日）

### ネットTV
- 拡張家族って何だ  （Abema Prime、2021年2月7日）
- NewsPicks WEEKLY OCHIAI シーズン4 レギュラーMC出演
- NewsPicks WEEKLY OCHIAI シーズン2 レギュラーMC出演
- 石山アンジュ氏と考えるシェアリングエコノミーの可能性（Abema Prime、2019年4月18日）
- 台湾 三立新聞台 出演（2018年1月20日）

### ラジオ
- ETHICAL WAVE （J-WAVE、2020年11月7日）
- 未来授業（TOKYO FM、2020年9月1日、2日、3日）
- 「ACTION」家族みたいなコミュニティーで生活する「シェアリングエコノミー」について（TBSラジオ、2020年8月6日）
- ANA WORLD AIR CURRENT Podcast（J-WAVE、2020年7月11日）
- 武内陶子のごごカフェ（NHK、2020年5月26日）
- Tokyo Midtown presents The Lifestyle MUSEUM_vol.574（TOKYO FM、2019年4月26日）
- 「AI時代のシェアライフ」に好奇心！（TBSラジオ、2019年2月15日）
- NHKちきゅうラジオ（NHKラジオ、2019年2月9日）
- 田村淳の 『FLYHIGH! 〜挑戦が未来を熱くする〜』（TOKYO FM、2017年5月14日）

### 雑誌・新聞
- （フロントランナー）一般社団法人シェアリングエコノミー協会代表理事・石山アンジュさん（朝日新聞、2024年7月6日）
- ロビイング2.0広げたい「政治に声届ける回路を」石山アンジュさん（朝日新聞、2024年1月26日）
- 「大手小町」３０代の挑戦石山アンジュ…モノや場所を他人と共有「シェア」の考え方広げる（読売新聞、2023年4月25日）
- （耕論）防衛費増額、決まったが　石山アンジュさん、加谷珪一さん、山田朗さん（朝日新聞、2023年2月9日）
- 日本のルールメイカー30人（Forbes、2022年8月号）
- 現代の肖像（AERA、2022年6月27日号）
- 私が考える憲法（日本経済新聞、2022年5月3日）
- 『モーニングショー 』で論破しない石山アンジュ、批判受けても「良心を諦めたくない」（週刊女性、2021年11月30日・12月7日号）
- 私も迷い、道を探した　挑む30代先輩　新社会人への言葉（日本経済新聞、2021年5月4日）
- 石山アンジュさん　地球人として育ててくれた父 それでも親子（日本経済新聞、2021年4月26日）
- 明日を築く連帯力　信頼　孤立防ぎ、幸せ育む　石山アンジュさん （読売新聞、2021年1月7日）
- 4週連続掲載 仕事力 「使命感を持ちチームと進む」（朝日新聞、2020.11.1、8、15、22）
- <Nextストーリー ミレニアル新常態の主役>(2) 奮い立つシェアエコ伝道師 コロナ下「日本を変える」闘い（日本経済新聞、2020年9月16日）
- 21世紀を作るニッポン人名鑑（AERA、2020年10月26日）
- コロナ時代に考える、豊かさの新しい指針（Harper's BAZAAR、2020年9月20日）
- 「家族もコミュニティもカラフルに。多様性が未来を変える！」アイバン×石山アンジュ対談 家族の未来（Numero Tokyo、2019年11月28日）
- モノもスペースも子育てもシェアする時代（VERY 10月号、2019年9月8日）
- ～自分と他人との境界線をどう越えていくか、その先に世界平和があると信じている～（東京カレンダー、2019年9月21日）
- 官民の若手リーダー座談会 公共とイノベーションの新しいカタチ（事業構想、2019年6月1日）
- [連載]　花まる学習会代表・高濱正伸の 花まるTALK ゲスト　一般社団法人シェアリングエコノミー協会 事務局長 石山アンジュさん（AERA KIds、2019年6月5日）
- 若手官僚x起業家「社会のルール」づくりに挑む PMIの野望（ForbesJAPAN、2019年3月25日）
- イノベーターの育ち方 第6回「身近な人への愛や思いやりで、互いに分かり合うことでしか世界平和は実現できない」石山アンジュ  ／一般社団法人Public Meets Inovation代表 （週刊ダイヤモンド、2019年2月18日）
- NewsPicks Magazine vol.2 Autumn 2018[雑誌] インタビュー掲載（2018年9月20日）
- ニューエリート グーグル流・新しい価値を生み出し世界を変える人たち掲載（2018年2月23日）
- 【シェアスペースで暮らす人】#1石山アンジュさんにインタビュー｜『リモートワーク女子の1か月』拡大コラム 掲載（oggi、2018年2月27日）
- 【シェアスペースで働く人】石山アンジュができるまで。｜『リモートワーク女子の1か月』拡大コラム2 掲載（oggi、2018年2月27日）

## 著書
- 『シェアライフ-新しい社会の新しい生き方-』（クロスメディア・パブリッシング、2019年）
- 『多拠点ライフ-分散する生き方-』（クロスメディア・パブリッシング、2023年）